# Lou Nova
Lou Nova est un boxeur et acteur américain né le 16 mars 1913 à Los Angeles, et mort le 29 septembre 1991 à Sacramento, Californie.

## Carrière
Champion des États-Unis amateur en 1935 dans la catégorie poids lourds, il passe professionnel l'année suivante. Battu en championnat du monde par Joe Louis en 1941, Nova compte à son actif des succès face à Tommy Farr et Max Baer. Il met un terme à sa carrière en 1945 sur un bilan de 49 victoires, 9 défaites et 5 matchs nuls. Par la suite, il eut une carrière d'acteur et fit de nombreuses apparitions dans des films, séries et spots TV des années 50/60.

## Filmographie
- 1947 : Musique aux étoiles (Calendar Girl) d'Allan Dwan
- 1947 : Love and Learn de Frederick de Cordova